# Xeromphalina campanella
Xeromphalina campanella é uma espécie de cogumelo da família Marasmiaceae. Na natureza, pode ser encontrado na América do Norte, crescendo sobre restos de madeiras. Não é comestível.